# Muffin top

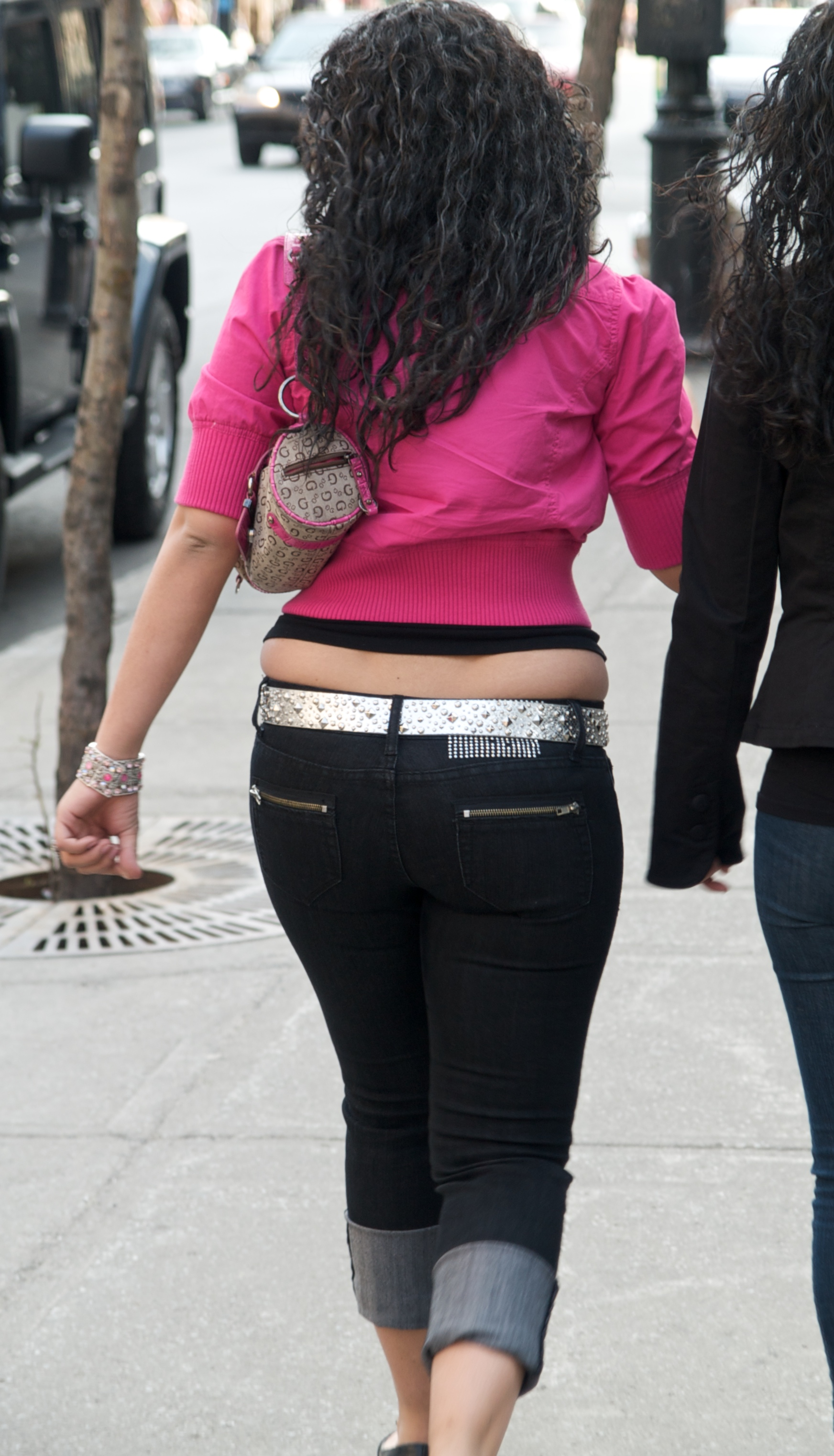
Fotografia di una donna in cui è evidente il Muffin Top

Muffin top (anche scritto Muffin-top) è un'espressione dello slang inglese che indica il grasso corporeo di una persona quando si estende orizzontalmente oltre i bordi del girovita di pantaloni aderenti o troppo stretti, visibile quando c'è uno spazio tra l'indumento superiore e quello inferiore, sporgendo in modo simile alla sommità di  un muffin dalla teglia. In italiano il muffin top viene a volta tradotto con maniglie dell'amore.

## Origine e diffusione del termine

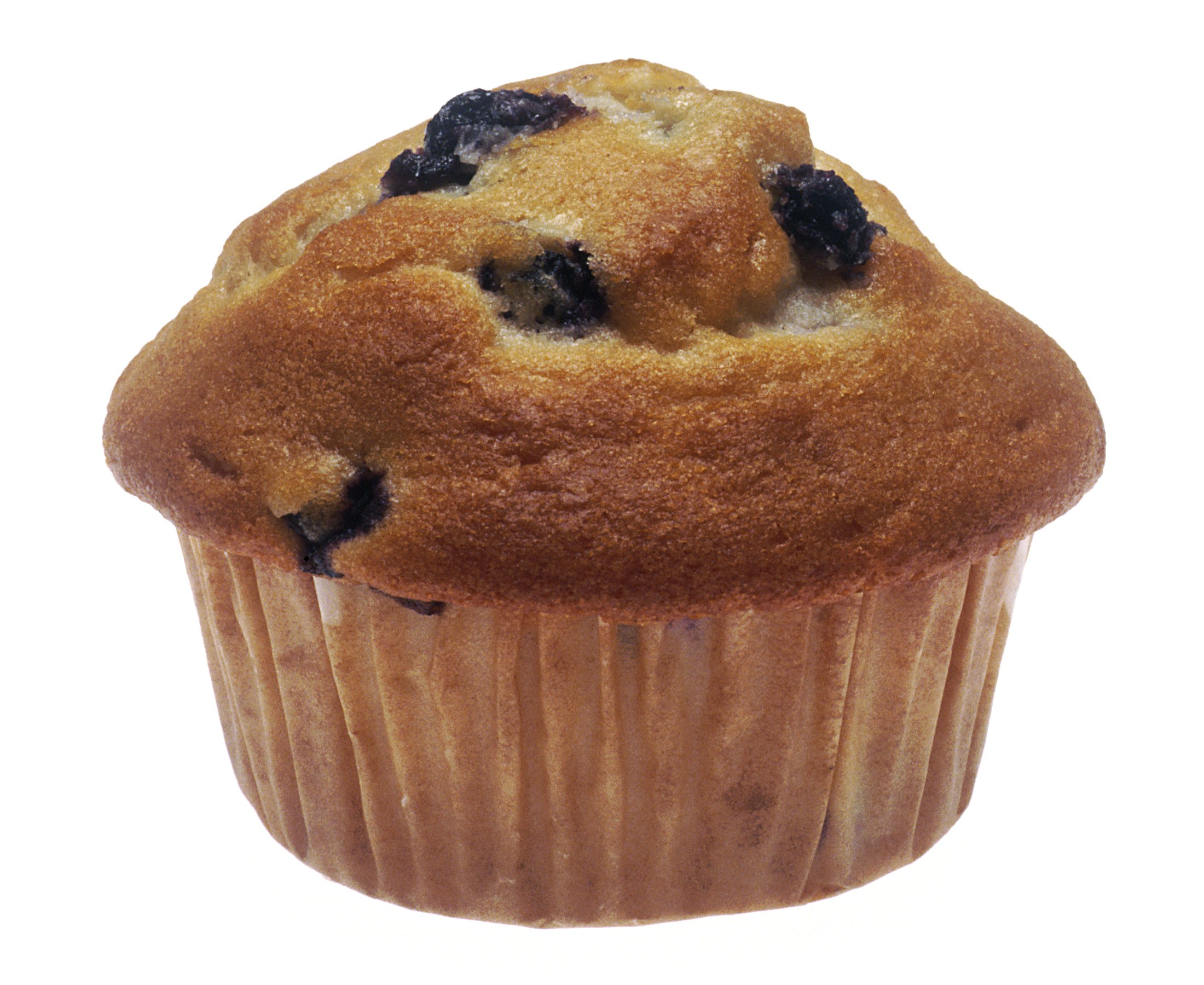
Un muffin. Il termine "Muffin Top" paragona il grasso corporeo che sporge dai pantaloni aderenti o stretti alla parte superiore del muffin che sporge dall'involucro.

Il termine "Muffin top" si è originato in Australia negli anni 2000, diffondendosi successivamente in tutti i paesi di lingua inglese, probabilmente grazie alla trasmissione televisiva australiana Kath & Kim, per poi essere adottato, anche se in maniera ridotta, da alcuni paesi dell'Europa Occidentale, come Germania e Francia. In Australia il Macquarie Dictionary lo ha nominato "parola dell'anno" nel 2006, mentre negli Stati Uniti l'American Dialect Society l'ha definito il termine più creativo nello stesso anno. Nel 2011 è stato aggiunto all'Oxford English Dictionary. Nel frattempo, si diffuse nei paesi occidentali un fenomeno noto come "Muffin Top Pride", dove utenti, principalmente ragazze adolescenti, postavano sui social le loro foto mentre indossavano pantaloni aderenti, con l'obiettivo di "normalizzare i rotoli di ciccia sporgenti". Tuttavia, quando i pantaloni e le gonne a vita bassa passarono di moda anche questa iniziativa si perse, solo per tornare alla ribalta, anche se in scala ridotta, negli ultimi anni, grazie a TikTok e alla diffusione della body positivity.